# Chamoson
Chamoson je obec ve švýcarském kantonu Valais, okrese Conthey. Žije zde přibližně 3 900 obyvatel. 

## Geografie
Chamoson leží na severní straně řeky Rhôny, na půli cesty mezi Sionem a Martigny. Poloha na náplavovém kuželu horského potoka Losentse, chráněná řekou Ardève a skalními stěnami pohoří Haut de Cry, je ideální pro pěstování vína.
Obec se skládá z vesnic Chamoson a Saint-Pierre-de-Clages, rekreačního střediska Mayens-de-Chamoson a menších vesnic Grugnay, Les Vérines a Némiaz. Sousedními obcemi Chamosonu jsou Conthey na severu, Ardon na východě, Nendaz na jihovýchodě, Riddes na jihu, Leytron na západě a Bex (v kantonu Vaud) na severoseverozápadě.

## Historie

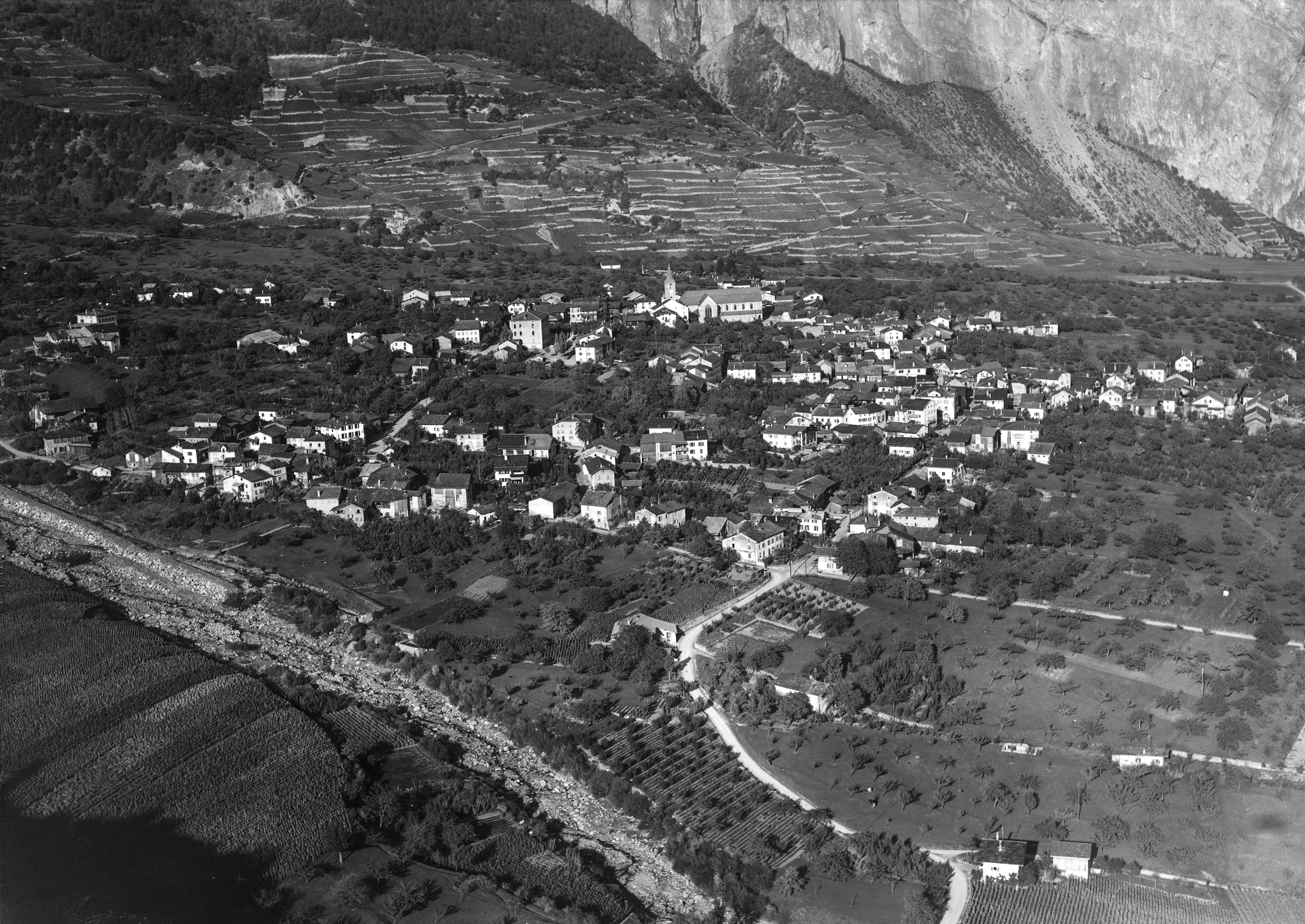
Letecký pohled (1955)

První zmínka pochází již z roku 1050 pod názvem Camusia. Do roku 1798 patřila obec k panství Ardon-Chamoson, v letech 1798–1815 k okresu Martigny. Přestože se Chamoson a Ardon od středověku rozrůstaly, k jejich úplnému oddělení došlo až v roce 1819.
Kostel v Chamosonu, poprvé zmiňovaný v roce 1319, byl nejpozději od roku 1334 (do roku 1832) závislý na Ardonu; do roku 1945 k jeho farnosti patřilo také Clages. Obec trpěla častými záplavami potokem Losentse. Na počátku 19. století se zde využíval železný důl. V Chamosonu se nachází největší vinice ve Valais na kuželu Losentse (50 ha v roce 1880, 180 ha v roce 1944, 425 ha v roce 1990), kterým prospěla výstavba kanálu Sion–Riddes, korekce Rhôny a výstavba zavlažovacích kanálů mezi lety 1930 a 1966. V roce 1922 získala obec železniční stanici na Simplonské dráze.

## Obyvatelstvo

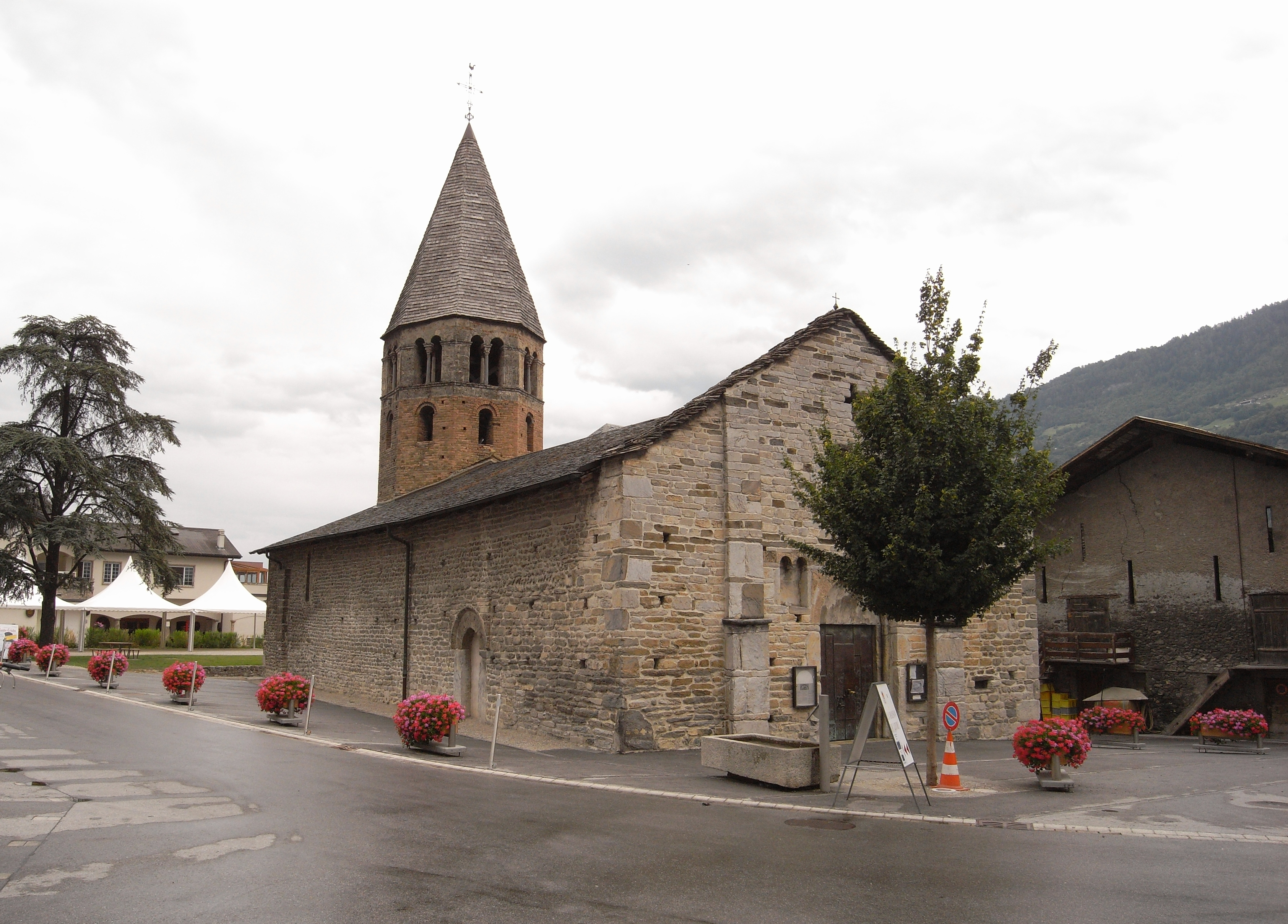
Kostel v St-Pierre

| Rok            | 1850 | 1900 | 1950 | 1980 | 2000 | 2010 | 2012 | 2014 | 2015 | 2016 | 2020 |
| Počet obyvatel | 1140 | 1731 | 2053 | 2094 | 2497 | 3068 | 3286 | 3461 | 3587 | 3721 | 3986 |

## Turismus

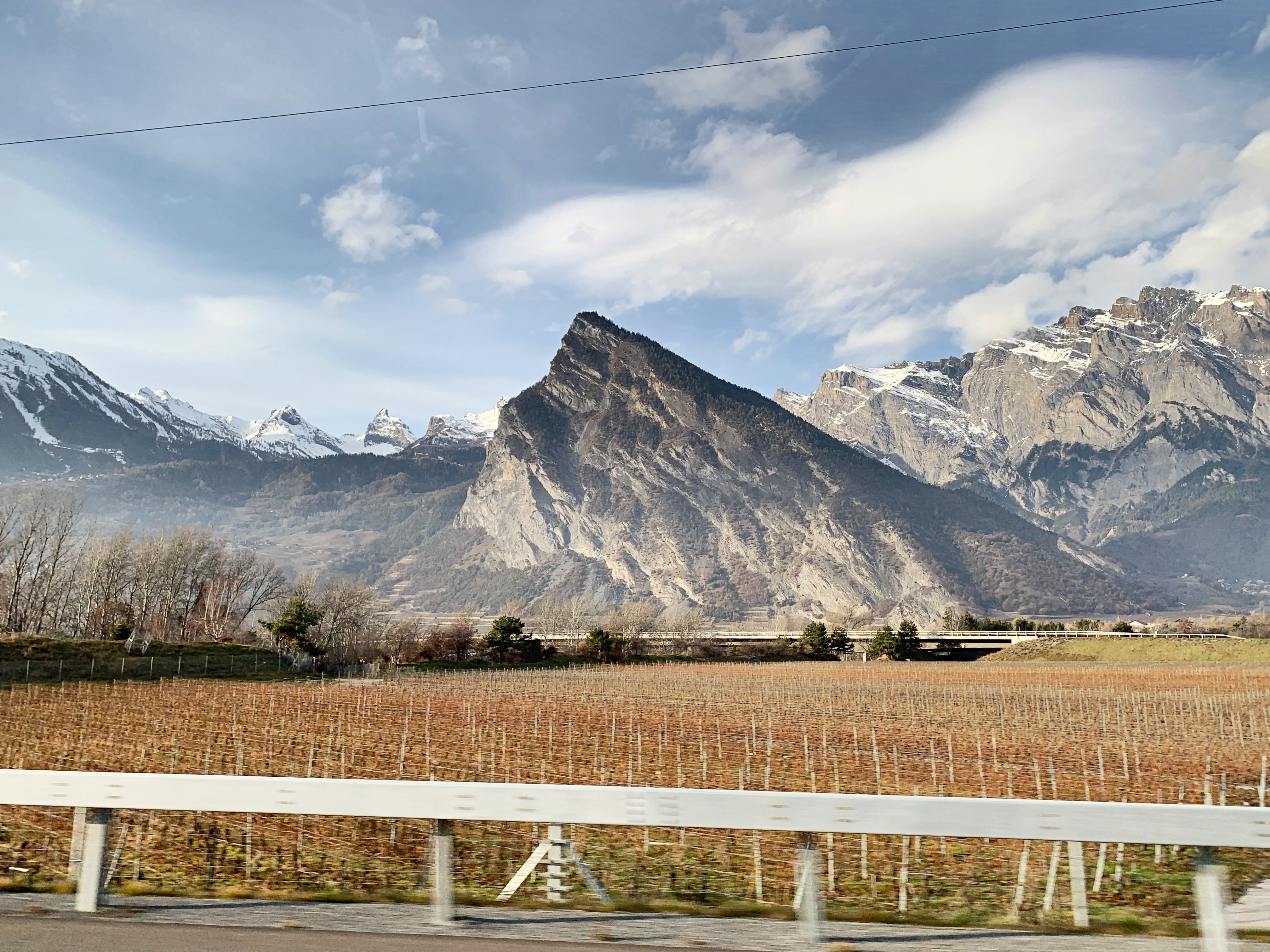
Vinice v okolí Chamosonu

Chamoson nabízí širokou škálu aktivit vinařské turistiky. Kromě návštěvy vinných sklepů s ochutnávkou vín jsou zde k dispozici četné turistické stezky po vinicích a naučná vinařská stezka. Chamoson leží na Vinařské stezce Valais (Chemin du Vignoble, kterou lze projít pěšky, na kole nebo autem. Ve vesnici St-Pierre-de-Clages se nachází řada knihkupectví a antikvariátů a jednou ročně se zde pořádá knižní festival. Chamoson je také místem, kde se koná knižní festival.
Rekreační středisko Mayens-de-Chamoson je spojeno s lázněmi a střediskem zimních sportů Ovronnaz v obci Leytron. V létě je obec výchozím bodem pro horské túry.

## Doprava

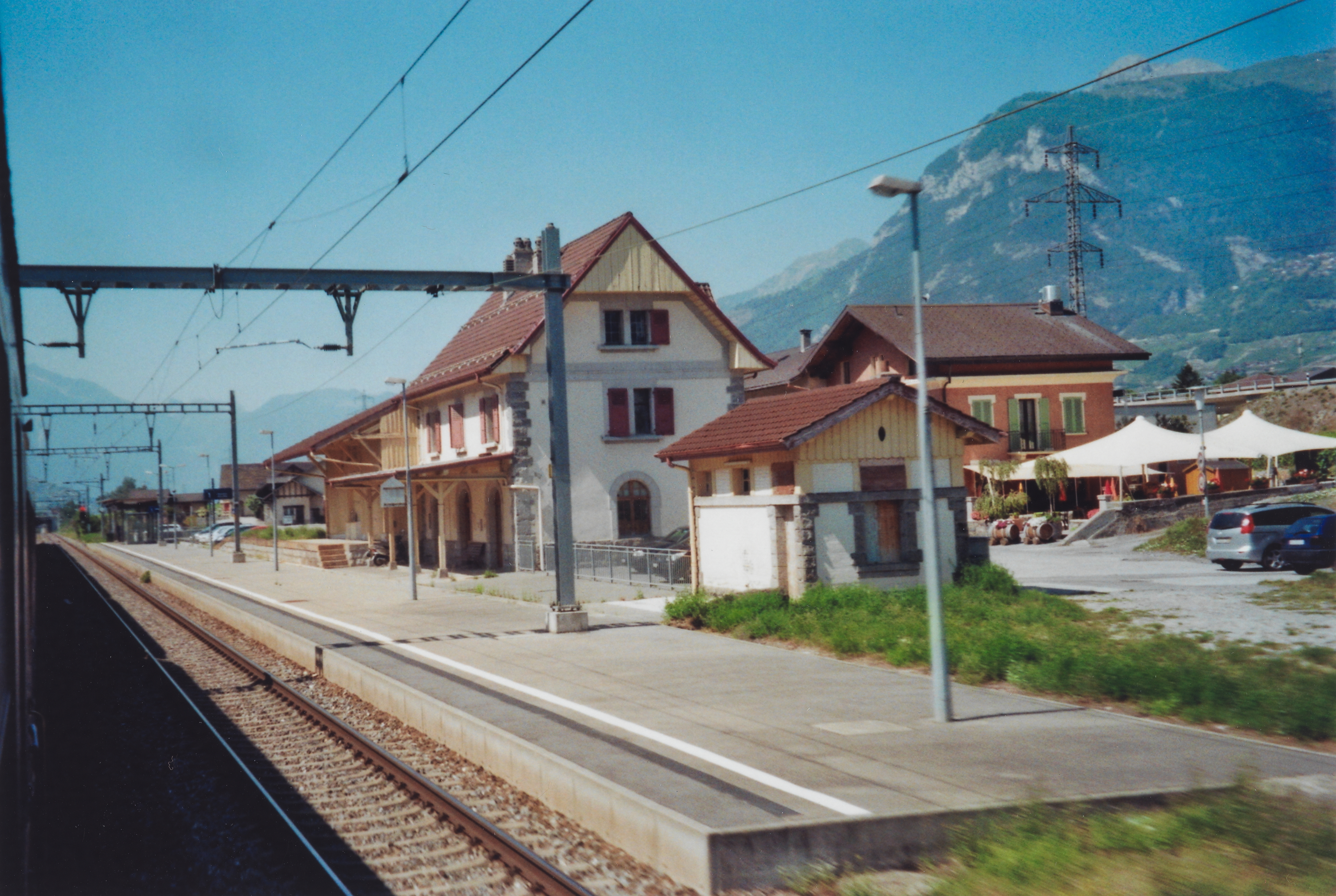
Železniční stanice

Nádraží Chamoson-St-Pierre-de-Clages se nachází nedaleko vesnice Saint-Pierre-de-Clages na železniční trati z Brigu do Monthey (Simplonská dráha). Obec Chamoson leží na trase autobusové linky Sion–Martigny. Z nádraží jezdí také autobusová linka přes Saint-Pierre-de-Clages, Chamoson, Grugnay, Les Vérines a Mayens-de-Chamoson do Ovronnaz v obci Leytron.
Chamoson má dobrý přístup na dálnici A9 přes exit 24 Riddes. Hlavní silnice 9 z Brigu do St-Maurice prochází kolem Saint-Pierre-de-Clages. Chamoson leží na hlavní silnici 71, která vede z Ardonu do Martigny a spojuje obec se sousedními obcemi Ardon a Leytron. Hlavní silnice 69 spojuje Chamoson se Saint-Pierre-de-Clages a Mayens-de-Chamoson.

## Partnerství
Obec udržuje partnerské vztahy s obcí Degersheim v kantonu St. Gallen.